# Вульківська сільська рада (Дорогичинський район)
Вульківська сільська́ ра́да (біл. Вулькаўскі сельсавет) — адміністративно-територіальна одиниця у складі Дорогичинського району Берестейської області Білорусі. Адміністративний центр — село Вулька.

## Склад ради
Населені пункти, що підпорядковувалися сільській раді станом на 2009 рік:
| Населений пункт | Тип  | Населення, осіб (2009) |
| --------------- | ---- | ---------------------- |
| Білинок         | село | 101                    |
| Вулька          | село | 413                    |
| Лосинці         | село | 134                    |
| Осовляни        | село | 27                     |
| Симоновичі      | село | 228                    |

## Населення
За переписом населення Білорусі 2009 року чисельність населення сільської ради становила 903 особи.

### Національність
Розподіл населення за рідною національністю за даними перепису 2009 року:
| Національність | Осіб | Відсоток |
| -------------- | ---- | -------- |
| білоруси       | 877  | 97,12 %  |
| українці       | 19   | 2,10 %   |
| росіяни        | 7    | 0,78 %   |
| Разом          | 903  | 100 %    |